# Karen Kraft
Karen Kraft (San Mateo, 3 de mayo de 1969) es una deportista estadounidense que compitió en remo.
Participó en dos Juegos Olímpicos de Verano, obteniendo dos medallas, plata en Atlanta 1996 y bronce en Sídney 2000, en la prueba de dos sin timonel. Ganó una medalla de plata en el Campeonato Mundial de Remo de 1995.

## Palmarés internacional
| Juegos Olímpicos   | Juegos Olímpicos         | Juegos Olímpicos  | Juegos Olímpicos |
| Año                | Lugar                    | Medalla           | Prueba           |
| ------------------ | ------------------------ | ----------------- | ---------------- |
| 1996               | Atlanta (Estados Unidos) | Medalla de plata  | Dos sin timonel  |
| 2000               | Sídney (Australia)       | Medalla de bronce | Dos sin timonel  |
| Campeonato Mundial |                          |                   |                  |
| Año                | Lugar                    | Medalla           | Prueba           |
| 1995               | Tampere (Finlandia)      | Medalla de plata  | Dos sin timonel  |